# Eriocaulon ensiforme
Eriocaulon ensiforme är en gräsväxtart som beskrevs av Cecil Ernest Claude Fischer. Eriocaulon ensiforme ingår i släktet Eriocaulon och familjen Eriocaulaceae. Inga underarter finns listade i Catalogue of Life.